# Come into a Decade (10th Anniversary)
Come Into a Decade è il secondo album della cantante dance Gala uscito nel 2007.

## Tracce
1. Freed From Desire (Edit Mhz) – 3:32
2. Let A Boy Cry (Edit Mix) – 3:23
3. Come Into My Life (Molella And Phil Jay Edit Mix) – 3:24
4. Suddenly (radio edit) – 3:01
5. Everyone Has Inside (Edit Fm) – 3:28
6. Freed From Desire (Full Vocals Mixx) – 4:15
7. Let A Boy Cry (Full Vocal Mix) – 5:00
8. Come Into My Life (Molella And Phil Jay Mix) – 5:17
9. Everyone Has Inside (Full Vocal Mix) – 3:58
10. Freed From Desire (Mr: Jack Club Mix) – 8:17
11. Let A Boy Cry (Motiv 8 Floor Mungus Vocal Mix) – 6:57
12. Come Into My Life (Molella And Phil Jay Club) – 5:09
13. Everyone Has Inside (Eiffel 65 Extended Ice Mix) – 4:47
14. 10th Anniversary Megamix – 7:11
15. 10th Anniversary Megaremix – 8:54